# Stuifzand
Stuifzand est un village situé dans la commune néerlandaise de Hoogeveen, dans la province de Drenthe.